# 建康府驻扎御前诸军都统制副都统制列表
绍兴十一年（1141年）四月，罢沿江三宣抚使司，易宣抚使司为鄂州驻扎、建康府驻扎、镇江府驻扎御前诸军都统制司，各置都统制一员。乾道三年闰七月，江上诸军各置副都统制一员，在外驻扎御前诸军随即均置。

## 都统制
| 姓名   | 階官                                                                        | 遥郡官                                            | 加官 | 三衙管军 环卫官                                 | 检校官 带职           | 到任日期                   | 离职日期                   | 离任原因                                                |
| ------ | --------------------------------------------------------------------------- | ------------------------------------------------- | ---- | ----------------------------------------------- | --------------------- | -------------------------- | -------------------------- | ------------------------------------------------------- |
| 張俊   | 镇北崇信奉宁军三镇节度使                                                    |                                                   | 少师 |                                                 |                       |                            | 绍兴十一年 （1141年） 四月 | 拜枢密使                                                |
| 王德   | 清远军节度使                                                                |                                                   |      | 侍卫亲军马军司都虞候                            |                       | 十二年 （1142年） 十二月   | 十五年 （1145年） 九月     | 改任两浙东路马步军副都总管 明州驻扎                     |
| 王权   | 武康军承宣使 ↓ 清远军节度使                                                 |                                                   |      | 龙卫神卫四厢都指挥使                            |                       | 十五年 （1145年） 九月     | 三十一年 （1161年） 十一月 | 赴行在奏事                                              |
| 李顯忠 | 宁国军节度使                                                                |                                                   |      | 龙卫神卫四厢都指挥使                            |                       | 三十一年 （1161年） 十一月 | 三十二年 （1162年） 五月   | 除太尉 主管侍卫亲军马军司公事                           |
| 郭振   | 蕲州防御使                                                                  |                                                   |      |                                                 |                       | 三十二年 （1162年） 六月   | 三十二年 （1162年） 七月   | 改任两浙西路马步军副都总管                              |
| 邵宏渊 | 亲卫大夫 ↓ 广州观察使 ↓ 武安军承宣使 ↓ 宁远军节度使 ↓ 武功大夫 ↓ 成州团练使 | 常德军承宣使                                      |      |                                                 | 检校少保 閤门宣赞舍人 | 三十二 （1162年） 年八月   | 隆兴二年 （1164年） 四月   | 改任江南西路马步军都总管                                |
| 王彦   | 保平军节度使                                                                |                                                   |      | 龙卫神卫四厢都指挥使                            |                       | 二年 （1164年） 四月       | 乾道元年 （1165年） 三月   | 提举江州太平兴国宫                                      |
| 刘源   | 武略大夫 ↓ 武显大夫                                                         | 忠州团练使 ↓ 高州防御使                           |      |                                                 | 閤门宣赞舍人          | 乾道元年 （1165年） 四月   | 三年 （1167年） 八月       | 差充荆湖南路马步军副都总管 潭州驻扎                     |
| 郭振   | 奉国军承宣使 ↓ 武泰军节度使                                                 |                                                   |      | 侍卫亲军步军司都指挥使 ↓ 侍卫亲军马军司都指挥使 |                       | 三年 （1167年） 九月       | 六年 （1170年） 十月       | 以本官致仕                                              |
| 李舜举 | 荣州刺史                                                                    |                                                   |      |                                                 |                       | 六年 （1170年） 十月       | 七年 （1171年） 十二月     | 罢官                                                    |
| 郭刚   | 左武大夫 ↓ 拱卫大夫 ↓ 亲卫大夫 ↓ 福州观察使                                 | 达州刺史 ↓ 蕲州防御使 ↓ 明州观察使 ↓ 宁远军承宣使 |      |                                                 |                       | 七年 （1170年） 十二月     | 淳熙十一年 （1184年） 三月 | 以本官致仕                                              |
| 郭钧   | 武功大夫 ↓ 右武大夫                                                         | 楚州团练使 ↓ 蕲州防御使                           |      | 右骁卫将军                                      |                       | 十一年 （1184年） 五月     | 十五年 （1188年） 六月     | 赴行在奏事 除殿前司副都指挥使                           |
| 阎仲   | 修武郎 ↓ 武翼郎 ↓ 武节郎                                                    |                                                   |      |                                                 |                       | 十五年 （1188年） 七月     | 绍熙元年 （1190年） 四月   | 赴行在奏事                                              |
| 赵济   | 武功大夫                                                                    | 荣州刺史                                          |      |                                                 |                       | 绍熙元年 （1190年） 五月   | 四年 （1193年） 六月       | 致仕                                                    |
| 皇甫斌 | 武义大夫                                                                    |                                                   |      |                                                 |                       | 五年 （1194年） 闰十月     | 庆元元年 （1195年） 二月   | 以台谏论其夤缘边面 遽叨分阃 妄自尊大 求为主管殿前司公事 |
| 吴曦   | 濠州团练使 ↓ 蕲州防御使                                                     |                                                   |      |                                                 |                       | 庆元元年 （1195年） 四月   | 三年 （1197年） 五月       | 除殿前司都指挥使                                        |
| 赵阙   | 武功大夫                                                                    | 吉州刺史 ↓ 濠州团练使                             |      |                                                 |                       | 三年 （1197年） 六月       | 嘉泰三年 （1203年） 二月   | 致仕                                                    |
| 董世雄 | 武德郎                                                                      |                                                   |      | 侍卫亲军步军司都虞候                            |                       | 三年 （1203年） 四月       | 四年 （1204年） 四月       | 以臣僚言其掊克自丰 结怨军伍 放罢 召赴行在               |
| 李爽   | 武德郎                                                                      |                                                   |      |                                                 |                       | 四年 （1204年） 四月       | 开禧二年 （1206年） 六月   | 以其交结致身 士卒奔溃 故有是命 降三官 送汀州居住        |
| 田琳   | 武翼郎 ↓ 武翼大夫 ↓ 武节大夫 ↓ 达州刺史                                     | ↓ 果州团练使                                      |      |                                                 |                       | 二年 （1206年） 六月       | 三年 （1207年） 十月       | 致仕                                                    |
| 李郁   | 忠州团练使 ↓ 郢州防御使                                                     |                                                   |      | 左领军卫大将军                                  |                       | 三年 （1207年） 十月       | 嘉定元年 （1208年） 七月   | 提举建宁府武夷山冲佑观                                  |
| 莊松   | 武功大夫 ↓ 忠州团练使                                                       | 忠州刺史                                          |      |                                                 |                       | 嘉定元年 （1208年） 九月   | 六年 （1213年） 十月       | 除宫观                                                  |
| 许俊   | 武功大夫 ↓ 右武大夫                                                         | 吉州刺史 ↓ 忠州刺史                               |      | ↓ 左骁卫将军                                    |                       | 六年 （1213年） 十月       | 十四年 （1221年） 五月     | 提举绍兴府千秋鸿禧观                                    |
| 许国   | 武功大夫                                                                    | 吉州刺史                                          |      | 右屯卫将军                                      |                       | 十四年 （1221年） 八月     | 十五年 （1222年） 十二月   | 提举建康府崇禧观                                        |
| 翟朝宗 | 武德大夫 ↓ 武功大夫 ↓ 右武大夫                                              | 高州刺史 ↓ 忠州团练使                             |      |                                                 |                       | 十五年 （1222年） 十二月   | 宝庆元年 （1225年） 十一月 | 除知閤门事 兼 客省四方馆事 提点制造御前军器所           |
| 许俊   | 左武大夫 ↓ 潭州观察使                                                       | 潭州观察使                                        |      |                                                 |                       | 绍定三年 （1230年） 十月   | 四年 （1231年） 九月       | 离任                                                    |
| 夏友谅 | 武略大夫 ↓ 武显大夫                                                         | 忠州刺史                                          |      |                                                 |                       | 四年 （1231年） 九月       | 六年 （1233年） 九月       | 致仕                                                    |
| 李虎   | 武略大夫 ↓ 右武大夫                                                         | 达州刺史                                          |      |                                                 |                       | 六年 （1233年） 十一月     | 端平元年 （1234年） 七月   | 改任镇江府驻扎御前诸军都统制                            |
| 王鉴   | 右武大夫 ↓ 拱卫大夫                                                         | 和州防御使 ↓ 福州观察使                           |      |                                                 | 带御器械              | 二年 （1235年） 十一月     | 三年 （1236年） 五月       | 离任                                                    |
| 王忠   | 保义郎 ↓ 武节郎                                                             |                                                   |      | ↓ 左卫将军                                      |                       | 嘉熙三年 （1239年） 三月   | 淳佑二年 （1242年） 正月   | 赴枢密院稟议                                            |
| 王福   | 利州观察使 ↓ 安远军承宣使                                                   |                                                   |      | 左武卫上将军                                    | ↓ 带御器械            | 二年 （1242年） 正月       | 四年 （1244年） 六月       | 除主管侍卫亲军步军司公事 仍兼 侍卫亲军马军司公事        |
| 刘全   | 拱卫大夫 ↓ 亲卫大夫                                                         | 福州观察使                                        |      | 左屯卫大将军                                    |                       | 五年 （1245年） 六月       | 七年 （1247年） 六月       | 离任                                                    |
| 张仲宣 | 拱卫大夫                                                                    | 扬州观察使                                        |      | 左武卫大将军                                    |                       | 七年 （1247年） 六月       | 九年 （1249年） 八月       | 致仕                                                    |
| 王忠   | 武节郎 ↓ 武经大夫                                                           | ↓ 文州刺史                                        |      | 左武卫大将军                                    |                       | 九年 （1249年） 十月       | 十一年 （1251年） 八月     | 赴枢密院稟议                                            |
| 陈玺   | 训武郎 ↓ 武节郎                                                             |                                                   |      |                                                 |                       | 十一年 （1251年） 八月     |                            |                                                         |
| 汤孝信 | 左武大夫                                                                    | 福州观察使                                        |      | 左屯卫大将军                                    |                       | 宝佑二年 （1254年） 六月   | 是年 （1254年） 九月       | 离任                                                    |
| 王鉴   | 武康军承宣使                                                                |                                                   |      |                                                 |                       | 三年 （1255年） 九月       | 五年 （1257年） 七月       | 离任                                                    |
| 朱广用 | 武功大夫                                                                    |                                                   |      | 右骁卫将军                                      |                       | 五年 （1257年） 七月       | 景定元年 （1260年） 九月   | 离任                                                    |
| 苏才   | 武功大夫                                                                    |                                                   |      |                                                 |                       | 景定元年 （1260年） 六月   |                            | 离任                                                    |
| 姜才   | 右武大夫                                                                    | □州防御使                                         |      |                                                 |                       |                            |                            |                                                         |

## 副都统制
| 姓名   | 階官                                      | 遥郡官     | 閤职 带职    | 环卫官                    | 到任日期                   | 离职日期                 | 离任原因                            |
| ------ | ----------------------------------------- | ---------- | ------------ | ------------------------- | -------------------------- | ------------------------ | ----------------------------------- |
| 张荣   | 武功大夫 ↓ 右武大夫                       |            |              |                           | 乾道三年 （1167年） 闰七月 | 淳熙元年 （1174年） 二月 | 改差荆南府鄂州驻扎御前诸军副都统制  |
| 翟琼   | 武显大夫                                  |            |              |                           | 淳熙元年 （1174年） 三月   | 是年 （1174年） 十二月   | 添差江南东路马步军副总管 太平州驻扎 |
| 张荣   | 右武大夫                                  |            |              | 右千牛卫大将军            | 二年 （1175年） 正月       | 三年 （1176年） 正月     | 添差江南东路马步军副总管 建康府驻扎 |
| 刘沂   | 武节大夫                                  |            | 带御器械     |                           | 三年 （1176年） 二月       | 是年 （1176年） 八月     | 罢免                                |
| 王世雄 | 武显大夫                                  |            |              |                           | 三年 （1176年） 十月       | 六年 （1179年） 正月     | 赴行在奏事                          |
| 李彦孚 | 武经大夫                                  |            |              |                           | 六年 （1179年） 四月       | 是年 （1179年） 十月     | 改差平江府许浦驻扎御前水军府都统制  |
| 刘光祖 | 武节大夫                                  | 英州刺史   |              |                           | 十年 （1183年） 十月       | 十一年 （1184年） 五月   | 罢免                                |
| 梁师雄 | 武经郎                                    |            |              |                           | 十一年 （1184年） 六月     | 是年 （1184年） 七月     | 召赴行在                            |
| 阎仲   | 修武郎 ↓ 训武郎                           |            |              |                           | 十二年 （1185年） 三月     | 十五年 （1188年） 七月   | 差建康府驻扎御前诸军都统制          |
| 冯湛   | 武翼大夫 ↓ 武经大夫 ↓ 武节大夫 ↓ 武德大夫 |            | 閤门宣赞舍人 |                           | 十五年 （1188年） 十二月   | 绍熙五年 （1194年） 二月 | 改差鄂州江陵府驻扎御前诸军副都统制  |
| 皇甫斌 | 武德郎 ↓ 武翼大夫 ↓ 武经大夫              |            |              |                           | 五年 （1194年） 二月       | 是年 （1194年） 闰十月   | 差充建康府驻扎御前诸军都统制        |
| 王知新 | 武功郎 ↓ 武经大夫                         | ↓ 忠州刺史 |              | 左武卫中郎将              | 五年 （1194年） 十一月     | 庆元四年 （1199年） 六月 | 除知閤门事                          |
| 郭倬   | 武翼郎 ↓ 武经郎 ↓ 武节郎                  |            |              | 左骁卫中郎将              | 嘉泰四年 （1204年） 五月   | 开禧二年 （1206年） 三月 | 改差池州驻扎御前诸军都统制          |
| 田琳   | 武翼郎                                    |            |              |                           | 开禧二年 （1206年） 四月   | 是年 （1206年） 六月     | 除建康府驻扎御前诸军都统制          |
| 何汝霖 | 武功大夫                                  |            |              |                           | 嘉定元年 （1208年） 三月   | 四年 （1211年） 四月     | 赴行在奏事                          |
| 夏友闻 | 武节郎 ↓ 武德郎                           |            |              | 右武卫郎将 ↓ 左骁卫中郎将 | 宝庆元年 （1225年） 十二月 | 绍定三年 （1230年） 四月 | 致仕                                |
| 夏友琼 | 武略大夫 ↓ 武显大夫 ↓ 武德大夫            | 忠州刺史   |              |                           | 四年 （1231年） 九月       | 六年 （1233年） 九月     | 致仕                                |
| 王忠   | 保义郎                                    |            |              |                           | 嘉熙二年 （1238年） 五月   | 三年 （1239年） 三月     | 除建康府驻扎御前诸军都统制          |
| 邹进   | 武功大夫 ↓ 吉州刺史                       | 遥郡刺史   | 閤门宣赞舍人 |                           | 淳祐四年 （1244年） 七月   | 七年 （1247年） 六月     | 除江州驻扎御前诸军都统制            |
| 马汝海 | 武功大夫                                  |            | 閤门宣赞舍人 |                           | 八年 （1248年） 六月       | 九年 （1249年） 五月     | 除池州驻扎御前诸军副都统制          |
| 孙琦   | 武功大夫                                  |            |              | 左卫将军 ↓ 左骁卫将军     | 九年 （1249年） 五月       | 十年 （1250年） 五月     | 差知招信军                          |
| 汤孝信 | 左武大夫                                  | 福州观察使 |              | 左屯卫大将军              | 十年 （1250年） 六月       | 十一年 （1251年） 八月   | 除宫观                              |
| 张文彬 | 修武郎 ↓ 武翼郎                           |            |              | ↓ 左骁卫郎将              | 十一年 （1251年） 八月     | 十二年 （1252年） 四月   | 离任                                |
| 王德   | 武功大夫                                  |            |              | 左屯卫将军                | 十二年 （1252年） 六月     | 宝祐二年 （1254年） 正月 | 致仕                                |
| 陈奕   | 武功大夫                                  |            | 閤门宣赞舍人 |                           | 二年 （1254年） 七月       | 五年 （1257年） 闰四月   |                                     |
| 纪智春 | 武德大夫                                  |            | 閤门宣赞舍人 |                           | 五年 （1257年） 闰四月     | 六年 （1258年） 十二月   | 改知同州                            |
| 孙虎臣 | 武德郎                                    |            | 閤门宣赞舍人 |                           | 六年 （1258年） 十二月     | 开庆元年 （1259年） 三月 | 离任                                |
| 锺寔   | 武德大夫                                  |            | 閤门宣赞舍人 |                           | 开庆元年 （1259年） 三月   | 是年 （1259年） 十二月   | 致仕                                |
| 赵国英 | 武略大夫                                  |            |              |                           | 景定元年 （1260年） 二月   | 是年 （1260年） 八月     | 离任                                |
| 李海   | 武功大夫                                  |            | 閤门宣赞舍人 |                           | 景定元年 （1260年） 八月   |                          |                                     |
| 施谋   | 武功大夫 ↓ 右武大夫                       |            |              | 右领军卫将军              |                            |                          |                                     |